# Licheng (Quanzhou)
Lĭchéng Qū o distrito de Lĭchéng es una localidad de la ciudad-prefectura de Quanzhou en la provincia de Fujian, República Popular China, con una población censada en noviembre de 2010 de 404 817 habitantes.
Se encuentra situada en el centro-este de la provincia, junto a la costa del mar de China Oriental y a poca distancia al sur de la capital provincial, Fuzhou.